# Groupe A de la Coupe d'Asie des nations de football 2019
 (novembre 2022).
Les matchs du groupe A de la Coupe d'Asie des nations 2019 se déroulent du 5 au 14 janvier 2019. Le groupe est constitué des pays suivants :

 Émirats arabes unis

 Thaïlande

 Inde

 Bahreïn
Les deux premiers se qualifient pour les huitièmes de finale, ainsi que le troisième, sous condition qu'il figure parmi les quatre meilleures troisièmes, ce qui est le cas pour ce groupe A .

## Classement
| Rang | Équipe              | Pts | J | G | N | P | Bp | Bc | Diff |
| ---- | ------------------- | --- | - | - | - | - | -- | -- | ---- |
| 1    | Émirats arabes unis | 5   | 3 | 1 | 2 | 0 | 4  | 2  | +2   |
| 2    | Thaïlande           | 4   | 3 | 1 | 1 | 1 | 3  | 5  | -2   |
| 3    | Bahreïn             | 4   | 3 | 1 | 1 | 1 | 2  | 2  | 0    |
| 4    | Inde                | 3   | 3 | 1 | 0 | 2 | 4  | 4  | 0    |

## Matchs
Tous les horaires listés sont GST (UTC+4).

### Émirats arabes unis - Bahreïn
| 5 janvier 2019 | Émirats Arabes Unis                         | 1 - 1 | Bahreïn         | Stade Cheikh Zayed, Abou Dabi                    |                                                  |
| 20h00          | *Khalil 88e (pen.)                          | (0-0) | *Al Romaihi 78e | Spectateurs : 33 878 Arbitrage : Adham Makhadmeh | Spectateurs : 33 878 Arbitrage : Adham Makhadmeh |
| 20h00          | http://stats.the-afc.com/match_report/13255 |       |                 | Spectateurs : 33 878 Arbitrage : Adham Makhadmeh | Spectateurs : 33 878 Arbitrage : Adham Makhadmeh |

| Émirats Arabes Unis | Bahreïn |

| GK                 | 17 | Khalid Eisa         |     |     |
| RB                 | 9  | Bandar Al-Ahbabi    |     |     |
| CB                 | 4  | Khalifa Mubarak     |     |     |
| CB                 | 6  | Fares Juma (c)      |     |     |
| LB                 | 18 | Al Hassan Saleh     |     |     |
| CM                 | 21 | Khalfan Mubarak     |     | 54e |
| CM                 | 2  | Ali Salmeen         |     |     |
| CM                 | 5  | Amer Abdulrahman    | 35e | 54e |
| RW                 | 15 | Ismail Al Hammadi   |     |     |
| CF                 | 7  | Ali Mabkhout        |     |     |
| LW                 | 13 | Khamis Esmaeel      | 36e | 81e |
| Remplaçants :      |    |                     |     |     |
| MF                 | 20 | Saif Rashid         |     | 54e |
| MF                 | 16 | Mohamed Abdulrahman |     | 54e |
| FW                 | 11 | Ahmed Khalil        |     | 81e |
| Sélectionneur :    |    |                     |     |     |
| Alberto Zaccheroni |    |                     |     |     |

| GK              | 1  | Sayed Shubbar Alawi    |  |       |
| RB              | 5  | Hamad Al-Shamsan       |  |       |
| CB              | 16 | Sayed Redha Isa        |  |       |
| CB              | 3  | Waleed Al Hayam        |  |       |
| LB              | 12 | Ahmed Juma             |  | 87e   |
| RM              | 7  | Abdulwahab Al-Safi (c) |  |       |
| CM              | 4  | Sayed Dhiya Saeed      |  |       |
| CM              | 11 | Ali Madan              |  | 90+3e |
| LM              | 19 | Kamil Al Aswad         |  |       |
| CF              | 23 | Jamal Rashid           |  | 81e   |
| CF              | 13 | Mohamed Al Romaihi     |  |       |
| Remplaçants :   |    |                        |  |       |
| FW              | 10 | Abdulla Yusuf Helal    |  | 81e   |
| MF              | 8  | Mohamed Marhoon        |  | 87e   |
| FW              | 20 | Sami Al-Husaini        |  | 90+3e |
| Sélectionneur : |    |                        |  |       |
| Miroslav Soukup |    |                        |  |       |

| Homme du Match: Mohamed Al Romaihi (Bahreïn) Assistant referees: Ahmad Al-Roalle (Jordan) Mohammad Al-Kalaf (Jordan) Fourth official: Mohammed Al-Abakry (Saudi Arabia) Additional assistant referees: Turki Al-Khudhayr (Saudi Arabia) Ahmed Al-Ali (Jordan) |

### Thaïlande - Inde

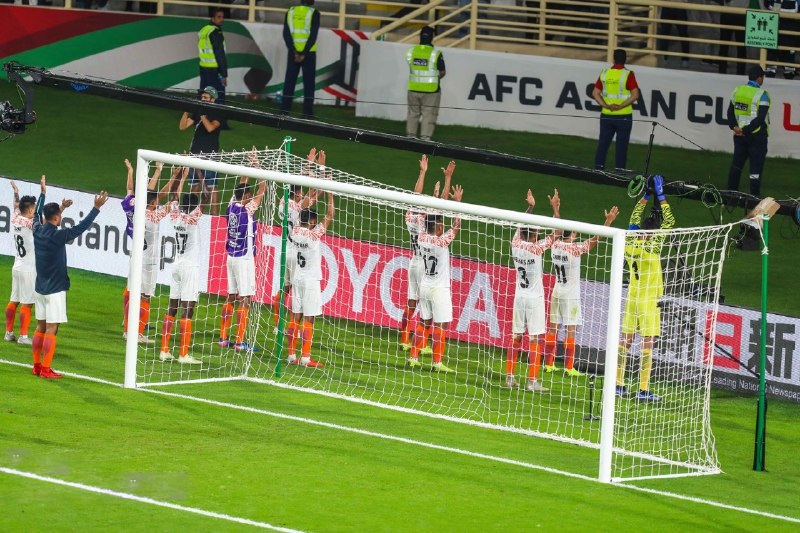
Les joueurs indiens célébrant avec des fans après le match

| 6 janvier 2019 | Thaïlande                                   | 1 - 4 | Inde                                                 | Stade Al-Nahyan, Abou Dabi                   |                                              |
| 17:30          | *Teerasil 33e                               | (1-1) | *Chhetri 27e (pen.) 46e - Thapa 68e - Lalpekhlua 80e | Spectateurs : 3 250 Arbitrage : Liu Kwok Man | Spectateurs : 3 250 Arbitrage : Liu Kwok Man |
| 17:30          | http://stats.the-afc.com/match_report/13256 |       |                                                      | Spectateurs : 3 250 Arbitrage : Liu Kwok Man | Spectateurs : 3 250 Arbitrage : Liu Kwok Man |

| Thaïlande | Inde |

| GK              | 1  | Chatchai Budprom        |     |     |
| RB              | 19 | Tristan Do              |     |     |
| CB              | 4  | Chalermpong Kerdkaew    |     |     |
| CB              | 6  | Pansa Hemviboon         | 79e |     |
| LB              | 3  | Theerathon Bunmathan    |     |     |
| CM              | 8  | Thitipan Puangchan      |     |     |
| CM              | 14 | Sanrawat Dechmitr       | 39e | 58e |
| RW              | 9  | Adisak Kraisorn         |     | 79e |
| AM              | 18 | Chanathip Songkrasin    |     | 73e |
| LW              | 22 | Supachai Jaided         |     |     |
| CF              | 10 | Teerasil Dangda (c)     |     |     |
| Remplaçants :   |    |                         |     |     |
| DF              | 11 | Korrakot Wiriyaudomsiri |     | 58e |
| FW              | 20 | Siroch Chatthong        |     | 73e |
| MF              | 7  | Sumanya Purisai         |     | 79e |
| Sélectionneur : |    |                         |     |     |
| Milovan Rajevac |    |                         |     |     |

| GK                  | 1  | Gurpreet Singh Sandhu (c) |  |     |
| RB                  | 20 | Pritam Kotal              |  |     |
| CB                  | 5  | Sandesh Jhingan           |  |     |
| CB                  | 3  | Subhasish Bose            |  |     |
| LB                  | 22 | Anas Edathodika           |  |     |
| RM                  | 15 | Udanta Singh              |  |     |
| CM                  | 7  | Anirudh Thapa             |  | 78e |
| CM                  | 14 | Pronay Halder             |  | 87e |
| LM                  | 19 | Halicharan Narzary        |  |     |
| CF                  | 13 | Ashique Kuruniyan         |  | 78e |
| CF                  | 11 | Sunil Chhetri             |  |     |
| Remplaçants :       |    |                           |  |     |
| FW                  | 12 | Jeje Lalpekhlua           |  | 78e |
| MF                  | 17 | Rowllin Borges            |  | 78e |
| MF                  | 6  | Germanpreet Singh         |  | 87e |
| Sélectionneur :     |    |                           |  |     |
| Stephen Constantine |    |                           |  |     |

| Man of the Match: Sunil Chhetri (Inde) Assistant referees: Huo Weiming (China) Cao Yi (China) Fourth official: Ronnie Koh Min Kiat (Singapore) Additional assistant referees: Ma Ning (China) Fu Ming (China) |

### Bahreïn - Thaïlande
| 10 janvier 2019 | Bahreïn                                     | 0 - 1 | Thaïlande     | Stade Al-Maktoum, Dubaï |                         |
| 20h00           |                                             | (0-0) | Chanathip 58e | Arbitrage : Chris Beath | Arbitrage : Chris Beath |
| 20h00           | http://stats.the-afc.com/match_report/13257 |       |               | Arbitrage : Chris Beath | Arbitrage : Chris Beath |

| Bahreïn | Thaïlande |

| GK              | 1  | Sayed Shubbar Alawi    |  |     |
| RB              | 16 | Sayed Redha Isa        |  |     |
| CB              | 5  | Hamad Al-Shamsan       |  |     |
| CB              | 3  | Waleed Al Hayam        |  |     |
| LB              | 12 | Ahmed Juma             |  | 64e |
| CM              | 7  | Abdulwahab Al-Safi (c) |  |     |
| CM              | 19 | Kamil Al Aswad         |  |     |
| RW              | 11 | Ali Madan              |  | 79e |
| AM              | 8  | Mohamed Marhoon        |  | 65e |
| LW              | 4  | Sayed Dhiya Saeed      |  |     |
| CF              | 13 | Mohamed Al Romaihi     |  |     |
| Remplaçants :   |    |                        |  |     |
| FW              | 20 | Sami Al-Husaini        |  | 64e |
| FW              | 10 | Abdulla Yusuf Helal    |  | 65e |
| FW              | 9  | Mahdi Al-Humaidan      |  | 79e |
| Sélectionneur : |    |                        |  |     |
| Miroslav Soukup |    |                        |  |     |

| GK                  | 23 | Siwarak Tedsungnoen  |       |       |
| CB                  | 5  | Adisorn Promrak      | 45+1e | 90+2e |
| CB                  | 6  | Pansa Hemviboon      | 13e   |       |
| CB                  | 15 | Suphan Thongsong     | 20e   |       |
| RWB                 | 19 | Tristan Do           |       |       |
| LWB                 | 3  | Theerathon Bunmathan |       |       |
| RM                  | 9  | Adisak Kraisorn      | 43e   | 80e   |
| CM                  | 8  | Thitipan Puangchan   |       |       |
| CM                  | 17 | Tanaboon Kesarat     |       | 68e   |
| LM                  | 18 | Chanathip Songkrasin |       |       |
| CF                  | 10 | Teerasil Dangda (c)  |       |       |
| Remplaçants :       |    |                      |       |       |
| MF                  | 14 | Sanrawat Dechmitr    |       | 68e   |
| FW                  | 22 | Supachai Jaided      |       | 80e   |
| DF                  | 16 | Mika Chunuonsee      |       | 90+2e |
| Sélectionneur :     |    |                      |       |       |
| Sirisak Yodyardthai |    |                      |       |       |

| Assistant referees: Matthew Cream (Australia) Anton Shchetinin (Australia) Fourth official: Sergei Grishchenko (Kyrgyzstan) Additional assistant referees: Peter Green (Australia) Ryuji Sato (Japan) |

### Inde - Émirats arabes unis
| 10 janvier 2019 | Inde                                        | 0 - 2 | Émirats arabes unis               | Stade Cheikh Zayed, Abou Dabi  |                                |
| 20h00           |                                             |       | Khalf. Mubarak 41e · Mabkhout 88e | Arbitrage : César Arturo Ramos | Arbitrage : César Arturo Ramos |
| 20h00           | http://stats.the-afc.com/match_report/13258 |       |                                   | Arbitrage : César Arturo Ramos | Arbitrage : César Arturo Ramos |

| Inde | Émirats Arabes Unis |

| GK                  | 1  | Gurpreet Singh Sandhu |     |     |
| RB                  | 20 | Pritam Kotal          |     |     |
| CB                  | 5  | Sandesh Jhingan       |     |     |
| CB                  | 22 | Anas Edathodika       |     |     |
| LB                  | 3  | Subhasish Bose        | 73e |     |
| RM                  | 15 | Udanta Singh          |     | 79e |
| CM                  | 7  | Anirudh Thapa         |     | 70e |
| CM                  | 14 | Pronay Halder         |     |     |
| LM                  | 19 | Halicharan Narzary    |     | 46e |
| CF                  | 13 | Ashique Kuruniyan     | 51e |     |
| CF                  | 11 | Sunil Chhetri (c)     |     |     |
| Remplaçant s:       |    |                       |     |     |
| FW                  | 12 | Jeje Lalpekhlua       |     | 46e |
| MF                  | 17 | Rowllin Borges        |     | 70e |
| MF                  | 18 | Jackichand Singh      |     | 79e |
| Sélectionneur :     |    |                       |     |     |
| Stephen Constantine |    |                       |     |     |

| GK                 | 17 | Khalid Eisa           |  |     |
| RB                 | 9  | Bandar Al-Ahbabi      |  |     |
| CB                 | 4  | Khalifa Mubarak       |  |     |
| CB                 | 19 | Ismail Ahmed          |  |     |
| LB                 | 18 | Al Hassan Saleh       |  |     |
| RM                 | 13 | Khamis Esmaeel        |  | 63e |
| CM                 | 2  | Ali Salmeen           |  |     |
| CM                 | 5  | Amer Abdulrahman      |  | 75e |
| LM                 | 15 | Ismail Al Hammadi (c) |  |     |
| AM                 | 21 | Khalfan Mubarak       |  | 85e |
| CF                 | 7  | Ali Mabkhout          |  |     |
| Remplaçant s:      |    |                       |  |     |
| MF                 | 8  | Majed Hassan          |  | 63e |
| DF                 | 23 | Mohamed Ahmed         |  | 75e |
| FW                 | 10 | Ismail Matar          |  | 85e |
| Sélectionneur :    |    |                       |  |     |
| Alberto Zaccheroni |    |                       |  |     |

| Assistant referees: Miguel Hernández (Mexico) Alberto Morín (Mexico) Fourth official: Rashid Al-Ghaithi (Oman) Additional assistant referees: Jumpei Iida (Japan) Hiroyuki Kimura (Japan) |

### Émirats arabes unis - Thaïlande
| 14 janvier 2019 | Émirats arabes unis                         | 1 - 1   | Thaïlande          | Stade Hazza Bin Zayed, Al-Aïn |                        |
| 20h00           | ( I. Al Hammadi) Mabkhout 7e                | (1 - 1) | 41e Puangchan (en) | Arbitrage : Ryūji Satō        | Arbitrage : Ryūji Satō |
| 20h00           | http://stats.the-afc.com/match_report/13259 |         |                    | Arbitrage : Ryūji Satō        | Arbitrage : Ryūji Satō |

| Émirats Arabes Unis | Thaïlande |

| GK                 | 17 | Khalid Eisa           |     |     |
| CB                 | 19 | Ismail Ahmed          |     |     |
| CB                 | 4  | Khalifa Mubarak       |     |     |
| CB                 | 23 | Mohamed Ahmed         |     |     |
| RWB                | 9  | Bandar Al-Ahbabi      |     | 46e |
| LWB                | 18 | Al Hassan Saleh       | 34e |     |
| RM                 | 21 | Khalfan Mubarak       |     | 84e |
| CM                 | 8  | Majed Hassan          |     |     |
| CM                 | 2  | Ali Salmeen           |     |     |
| LM                 | 15 | Ismail Al Hammadi (c) |     | 74e |
| CF                 | 7  | Ali Mabkhout          |     |     |
| Remplaçants :      |    |                       |     |     |
| MF                 | 16 | Mohamed Abdulrahman   |     | 46e |
| FW                 | 11 | Ahmed Khalil          |     | 74e |
| FW                 | 10 | Ismail Matar          |     | 84e |
| Sélectionneur :    |    |                       |     |     |
| Alberto Zaccheroni |    |                       |     |     |

| GK                  | 23 | Siwarak Tedsungnoen  |     |     |
| RB                  | 3  | Theerathon Bunmathan |     |     |
| CB                  | 5  | Adisorn Promrak      |     |     |
| CB                  | 15 | Suphan Thongsong     | 79e |     |
| LB                  | 16 | Mika Chunuonsee      |     | 31e |
| RM                  | 19 | Tristan Do           |     |     |
| CM                  | 8  | Thitipan Puangchan   |     |     |
| CM                  | 17 | Tanaboon Kesarat     |     | 90e |
| LM                  | 18 | Chanathip Songkrasin |     |     |
| CF                  | 9  | Adisak Kraisorn      |     | 64e |
| CF                  | 10 | Teerasil Dangda (c)  |     |     |
| Remplaçants :       |    |                      |     |     |
| DF                  | 4  | Chalermpong Kerdkaew |     | 31e |
| FW                  | 22 | Supachai Jaided      |     | 64e |
| MF                  | 21 | Pokklaw Anan         |     | 90e |
| Sélectionneur :     |    |                      |     |     |
| Sirisak Yodyardthai |    |                      |     |     |

| Assistant referees: Hiroshi Yamauchi (Japan) Jun Mihara (Japan) Fourth official: Mohd Yusri Muhamad (Malaysia) Additional assistant referees: Jumpei Iida (Japan) Hiroyuki Kimura (Japan) |

### Inde - Bahreïn
| 14 janvier 2019 | Inde                                        | 0 - 1   | Bahreïn                     | Stade Sharjah, Charjah      |                             |
| 20h00           |                                             | (0 - 0) | 90+1e (pen.) J. Rashid (en) | Arbitrage : Ilgiz Tantashev | Arbitrage : Ilgiz Tantashev |
| 20h00           | http://stats.the-afc.com/match_report/13260 |         |                             | Arbitrage : Ilgiz Tantashev | Arbitrage : Ilgiz Tantashev |

| Inde | Bahreïn |

| GK                  | 1  | Gurpreet Singh Sandhu |  |     |
| RB                  | 20 | Pritam Kotal          |  |     |
| CB                  | 5  | Sandesh Jhingan       |  |     |
| CB                  | 22 | Anas Edathodika       |  | 4e  |
| LB                  | 3  | Subhasish Bose        |  |     |
| RM                  | 15 | Udanta Singh          |  |     |
| CM                  | 17 | Rowllin Borges        |  |     |
| CM                  | 14 | Pronay Halder (c)     |  |     |
| LM                  | 19 | Halicharan Narzary    |  | 79e |
| CF                  | 13 | Ashique Kuruniyan     |  | 46e |
| CF                  | 11 | Sunil Chhetri         |  |     |
| Remplaçants :       |    |                       |  |     |
| DF                  | 2  | Salam Ranjan Singh    |  | 4e  |
| FW                  | 12 | Jeje Lalpekhlua       |  | 46e |
| MF                  | 7  | Anirudh Thapa         |  | 79e |
| Sélectionneur :     |    |                       |  |     |
| Stephen Constantine |    |                       |  |     |

| GK              | 1  | Sayed Shubbar Alawi    |       |     |
| RB              | 16 | Sayed Redha Isa        |       |     |
| CB              | 5  | Hamad Al-Shamsan       | 64e   |     |
| CB              | 3  | Waleed Al Hayam        |       |     |
| LB              | 12 | Ahmed Juma             |       | 78e |
| CM              | 7  | Abdulwahab Al-Safi (c) |       |     |
| CM              | 19 | Kamil Al Aswad         |       |     |
| RW              | 11 | Ali Madan              |       | 55e |
| AM              | 23 | Jamal Rashid           |       |     |
| LW              | 4  | Sayed Dhiya Saeed      |       |     |
| CF              | 13 | Mohamed Al Romaihi     |       | 61e |
| Remplaçants :   |    |                        |       |     |
| MF              | 8  | Mohamed Marhoon        |       | 55e |
| FW              | 10 | Abdulla Yusuf Helal    |       | 61e |
| FW              | 20 | Sami Al-Husaini        |       | 78e |
| DF              | 17 | Ahmed Bughammar        | 90+5e |     |
| Sélectionneur : |    |                        |       |     |
| Miroslav Soukup |    |                        |       |     |

| Assistant referees: Abdukhamidullo Rasulov (Uzbekistan) Sergei Grishchenko (Kyrgyzstan) Fourth official: Ronnie Koh Min Kiat (Singapore) Additional assistant referees: Ravshan Irmatov (Uzbekistan) Valentin Kovalenko (Uzbekistan) |

## Discipline
Le critère disciplinaire est susceptible d'être utilisé afin de départager des équipes qui se retrouveraient à égalité parfaite à l'issue de la dernière journée. Les points disciplinaires sont calculés sur la base des cartons jaunes et rouges reçus sur l'ensemble des matches de groupe, comme suit, :
- carton jaune = 1 point
- carton rouge à la suite des deux cartons jaunes = 3 points
- carton rouge direct = 3 points
- carton jaune suivi d'un carton rouge direct = 4 points

| Team                | J 1    | J 1                                        | J 1          | J 1                         | J 2    | J 2                                        | J 2          | J 2                         | J 3    | J 3                                        | J 3          | J 3                         | Points |
| Team                | Averti | Carton jaune · Carton jaune · Carton rouge | Carton rouge | Carton jaune · Carton rouge | Averti | Carton jaune · Carton jaune · Carton rouge | Carton rouge | Carton jaune · Carton rouge | Averti | Carton jaune · Carton jaune · Carton rouge | Carton rouge | Carton jaune · Carton rouge | Points |
| ------------------- | ------ | ------------------------------------------ | ------------ | --------------------------- | ------ | ------------------------------------------ | ------------ | --------------------------- | ------ | ------------------------------------------ | ------------ | --------------------------- | ------ |
| Bahreïn             |        |                                            |              |                             |        |                                            |              |                             |        |                                            |              |                             | 0      |
| Inde                |        |                                            |              |                             | 2      |                                            |              |                             |        |                                            |              |                             | -2     |
| Émirats arabes unis | 2      |                                            |              |                             |        |                                            |              |                             |        |                                            |              |                             | −2     |
| Thaïlande           | 2      |                                            |              |                             | 4      |                                            |              |                             |        |                                            |              |                             | −6     |